# Jan Cortzen
Jan Cortzen (født 18. august 1935 i Risskov) er en dansk journalist og forfatter, der i årrækken 1978–1996 var chefredaktør for dagbladet Børsen. Han er uddannet på bl.a. Vejle Amts Folkeblad omkring 1960.
Han er far til journalist og forfatter Mads Brügger samt grafisk designer og tv-vært Ane Cortzen. Han var tidligere gift med journalist Ingeborg Brügger, men er nu gift med Birthe Engelsen. Han har 5 børnebørn.
Han har blandt andet skrevet biografierne Myten Møller (om Mærsk McKinney Møller), samt Lego Manden – historien om Godtfred Kirk Christiansen.
|  | Artiklen om Jan Cortzen kan blive bedre, hvis der indsættes et (bedre) billede Du kan hjælpe ved at afsøge Wikimedia Commons for et passende billede eller uploade et godt billede til Wikimedia Commons iht. de tilladte licenser og indsætte det i artiklen. |